# Meyrin
Meyrin is een gemeente en plaats in het Zwitserse kanton Genève en telt 25.249 inwoners.
De hoofdlocatie van CERN, de Europese onderzoeksorganisatie voor deeltjesfysica, ligt in Meyrin. Meyrin was oorspronkelijk een boerendorp, tot de jaren 50 van de 20e eeuw, toen de constructie van CERN begon ten noorden van Meyrin. Het is nu een slaapstad gedomineerd door grote appartementencomplexen en veel van de inwoners werken bij CERN of in de stad Genève. Luchthaven Genève ligt gedeeltelijk in Genève. 
Meryin heeft ook een eigen voetbalclub, Meryin FC, die zijn wedstrijden speelt in het Stade des Arbères.

## Geboren
- Isabelle Eberhardt (1877-1904), ontdekkingsreizigster
- Monique Bauer-Lagier (1922-2006), onderwijzeres, feministe en politica